# شورچه (گلپایگان)
شورچه (گلپایگان)، روستایی از توابع بخش مرکزی شهرستان گلپایگان در استان اصفهان ایران است.

## موقعیت
روستای شورچه در مسیر جاده باستانی معروف به "جاده قافله" که از سیستان شروع و بطرف ارومیه ادامه می یابد(راه ارتباطی هند به اروپا) قرار دارد.

## جمعیت
این روستابراساس سرشماری مرکز آمار ایران در سال ۱۳۸۵، جمعیت آن ۱۴۸ نفر (۴۶خانوار) بوده‌است.